# Benno Taufferer
Benno von Taufferer, též Beno Vincenc Celestin Taufferer (15. června 1845 Lublaň – 8. září 1891 Weixelbach), byl rakouský šlechtic a politik německé národnosti, v 2. polovině 19. století poslanec Říšské rady z Kraňska.

## Biografie
Pocházel ze staré kraňské šlechtické rodiny. Studoval na jezuitské koleji ve Vídni. Pak sloužil jako kadet u 27. pěšího regimentu. V roce 1865 byl propuštěn z armády, následujícího roku znovu povolán a pak demobilizován. Byl aktivní politicky. Roku 1876, 1877, 1883 a 1887 byl zvolen na Kraňský zemský sněm. Podporoval německý živel v Kraňsku.
Zasedal i jako poslanec Říšské rady (celostátního parlamentu Předlitavska), kam nastoupil ve volbách roku 1879 za kurii velkostatkářskou v Kraňsku. Mandát obhájil ve volbách roku 1885 a volbách roku 1891. Poslancem byl do své smrti v září 1891. Pak ho v parlamentu nahradil Erwin Auersperg. Ve volebním období 1879–1885 se uvádí jako baron Benno von Taufferer, statkář, bytem Weixelbach.
Patřil mezi ústavověrné poslance. Usedl do staroněmeckého Klubu liberálů. Od listopadu 1881 se pak přidal k nově vzniklému poslaneckému klubu Sjednocené levice, do kterého se spojilo několik ústavověrných politických proudů., Jako člen Sjednocené levice se uvádí i po volbách roku 1885. Po rozpadu Sjednocené levice přešel do frakce Německorakouský klub. V roce 1890 se uvádí jako poslanec obnoveného klubu německých liberálů, nyní oficiálně nazývaného Sjednocená německá levice. I ve volbách roku 1891 byl na Říšskou radu zvolen za klub Sjednocené německé levice.
Neoženil se a neměl potomky. Zemřel v září 1891 na zámku Weixelbach v Kraňsku.